# 조지 큐커
조지 듀이 큐커(영어: George Dewey Cukor, 1899년 7월 7일 ~ 1983년 1월 24일)는 미국의 영화 감독이다. 그는 RKO에서 MGM, 컬럼비아, 워너브라더스 등의 스튜디오를 거치면서 많은 작품들을 남겼으며 《필라델피아 스토리》같은 캐서린 헵번의 작품을 주로 감독하였다. 또한 《귀여운 빌리》, 《스타 탄생》, 《마이 페어 레이디》를 감독하였다.

## 감독
- 1981년: 여인의 계단 (Rich and Famous)
- 1964년: 마이 페어 레이디 (My Fair Lady)
- 1960년: 사랑을 합시다 (Let's Make Love)
- 1960년: 헬러 인 핑크 타이츠 (Heller in Pink Tights)
- 1957년: 와일드 이즈 더 윈드 (Wild Is The Wind)
- 1957년: 레 걸스 (Les Girls)
- 1956년: 보와니 분기점 (Bhowani Junction)
- 1954년: 스타 탄생
- 1954년: 평범한 여인의 행복 (It Should Happen To You)
- 1952년: 팻 과 마이크 (Pat and Mike )
- 1951년: 귀여운 빌리 (Born Yesterday)
- 1951년: 모델과 중매장이 (The Model And The Marriage Broker)
- 1949년: 나의 아들 에드워드 (Edward, My Son)
- 1949년: 아담스 립 (Adam's Rib)
- 1944년: 가스등 (Gaslight)
- 1940년: 필라델피아 스토리 (The Philadelphia Story)
- 1939년: 여인들 (The Women)
- 1938년: 어떤 휴가 (Holiday)
- 1936년: 춘희 (Camille)
- 1935년: 데이빗 코퍼필드 (David Cooperfield)
- 1933년: 작은 아씨들 (Little Women)
- 1933년: 8시 석찬 (Dinner At Eight)
- 1932년: 이혼 증서 (A Bill of Divorcement)
- 1932년: 온 아워 위드 유 (One Hour With You)
- 1930년: 로얄 패밀리 오브 브로드웨이 (The Royal Family Of Broadway)